# Stadtilm
Stadtilm è una città di 8 376 abitanti della Turingia, in Germania.
Appartiene al circondario dell'Ilm (targa IK) ed è indipendente delle comunità amministrative (Verwaltungsgemeinschaft).

## Storia
Nel 2018 venne aggregato alla città di Stadtilm il comune di Ilmtal.

## Frazioni
- Griesheim